# Campo das Letras
A Campo das Letras foi uma editora livreira portuguesa fundada em 1994 no Porto por Jorge Araújo, com actividade relevante quer no âmbito do romance, da poesia e da literatura infanto-juvenil, quer do ensaio sobre temas políticos, económicos e sociais da actualidade.
Nos primeiros 13 anos de existência, a Campo das Letras publicou mais de 1200 títulos e criou 70 colecções, onde se integram as obras de quase 600 autores portugueses cerca de 400 estrangeiros.
Foi declarada a insolvência da editora em 10 de março de 2009